# 紹奧芬山
47°15′52″N 14°00′55″E / 47.264320°N 14.015196°E
紹奧芬山（德語：Sauofen），是奧地利的山峰，位於該國東南部，由施泰爾馬克州負責管轄，屬於施拉德明陶恩山脈的一部分，海拔高度2,415米，山體由片麻岩和花崗岩組成。